# Moselotte
Moselotte – rzeka we Francji, przepływająca przez teren departamentu Wogezy, o długości 47,5 km. Stanowi dopływ rzeki Mozela.